# Bolyphantes severtzovi
Bolyphantes severtzovi är en spindelart som beskrevs av Andrei V. Tanasevitch 1989. Bolyphantes severtzovi ingår i släktet Bolyphantes och familjen täckvävarspindlar. Inga underarter finns listade.